# Lan qiu huo
Lan qiu huo (cinese tradizionale: 籃球火; titolo internazionale: Hot Shot), conosciuto anche come Basketball Fire, è una serie televisiva taiwanese prodotta dal canale televisivo CTV, ed i cui protagonisti sono Jerry Yan, Show Luo e Wu Chun dei Fahrenheit.
Oltre che nel suo paese d'origine, la serie è stata trasmessa con successo anche ad Hong Kong, in Cina, Giappone, Corea del Sud e nelle Filippine.

## Trama
In una scuola dove gli studi teorici regnano supremi e lo sport è relegato in un angolo oscuro del campus, Li Ying fa voto di rivitalizzare la squadra di basket proponendosi come allenatore volontario. Il primo membro che si iscrive alla sua squadra è Yuan Da Ying, un ragazzo di campagna appassionato di basket ma senza nessuna abilità sportiva. Il reclutamento della squadra subisce un'impennata quando Dong Fang Xiang, un giocatore di basket leggendario, si trasferisce nella scuola.
Più o meno nello stesso periodo, Yuan Da Ying si innamora di Zhan Jie Er, una studentessa con borsa di studio che le ricorda la sua amica d'infanzia GuGu Chicken. Le cose si complicano perché la famiglia della ragazza lavora per Dong Fang Xiang, e i due sono cresciuti da sempre insieme. L'incontro dei due giocatori riscriverà la storia della squadra di basket della scuola.

## Cast

### Cast di supporto
- George Hu: Wu Ji Wei (無極威)
- Gu Bao Ming: Li Zi Ping (李子平)
- Michael Zhang: Can (殘) / Ah Fu (阿福)
- Lin Bo Yan (林伯彥): Qi Xiao Yun (齊嘯雲)
- Lin Qi Tai (林祺泰): Qi Xiao Yu (齊嘯雨)

### Cast esteso
- Zhao Shu Hai: Dong Fang Xu (東方旭)
- Yun Zhong Yue: Lao Lu (老路)
- Wang Xia (王俠): Dong Fang Shou (東方朔)
- Ma Zhi Qin (馬之秦): Tie Lan (鐵蘭)
- Wang Wei Ting (黃薇渟): Lin Zi Xuan (林紫璇)
- Wang Jian Min: Ji Wang (紀網)
- Jiang Wei Wen (蔣偉文): George
- Xie Kun Da: Wang Jing (王竟)
- Han Run Zhong (韓潤中): Li Ke (李克)
- Cai Ming Xun (蔡明勳): Wen Huai Wen (溫懷文)
- Xu Jun Hao (許君豪): Wang Gui (王貴)
- Gong Ji An: Sun Hao (孫浩)
- Lan Jun Tian (藍鈞天): Jian Deng (賈登)
- Bu Xue Liang: Tang Long (唐龍)
- Guo Yan Jun: Ru Zhu (魯竹)
- Li Jia Hua (李佳驊): Ge Li Ya (戈利亞)
- Na Wei Xun: Wang Ye (王爺)
- Reen Yu Hong Yuan (喻虹淵): Zhan Jie Er giovane (湛潔兒)

### Cameo
- Yan Jia Le (顏嘉樂): proprietaria del negozio di fiori
- Jian Han Zhong (簡翰忠): commentatore
- Qian Ding Yuan (錢定遠): commentatore
- Li Xing Wen (李興文): allenatore della He Yi
- Li Guo Chao (李國超): allenatore della Xin Rui
- Renzo Liu: allenatore della Xiang Yang
- Billy: Wang Ji Xiu
- Wu Jian Hao: uno dei fan di Yuan Da Ying
- Wang Chuan Yi: uno dei fan di Dong Fang Xiang